# Xavier Bichat

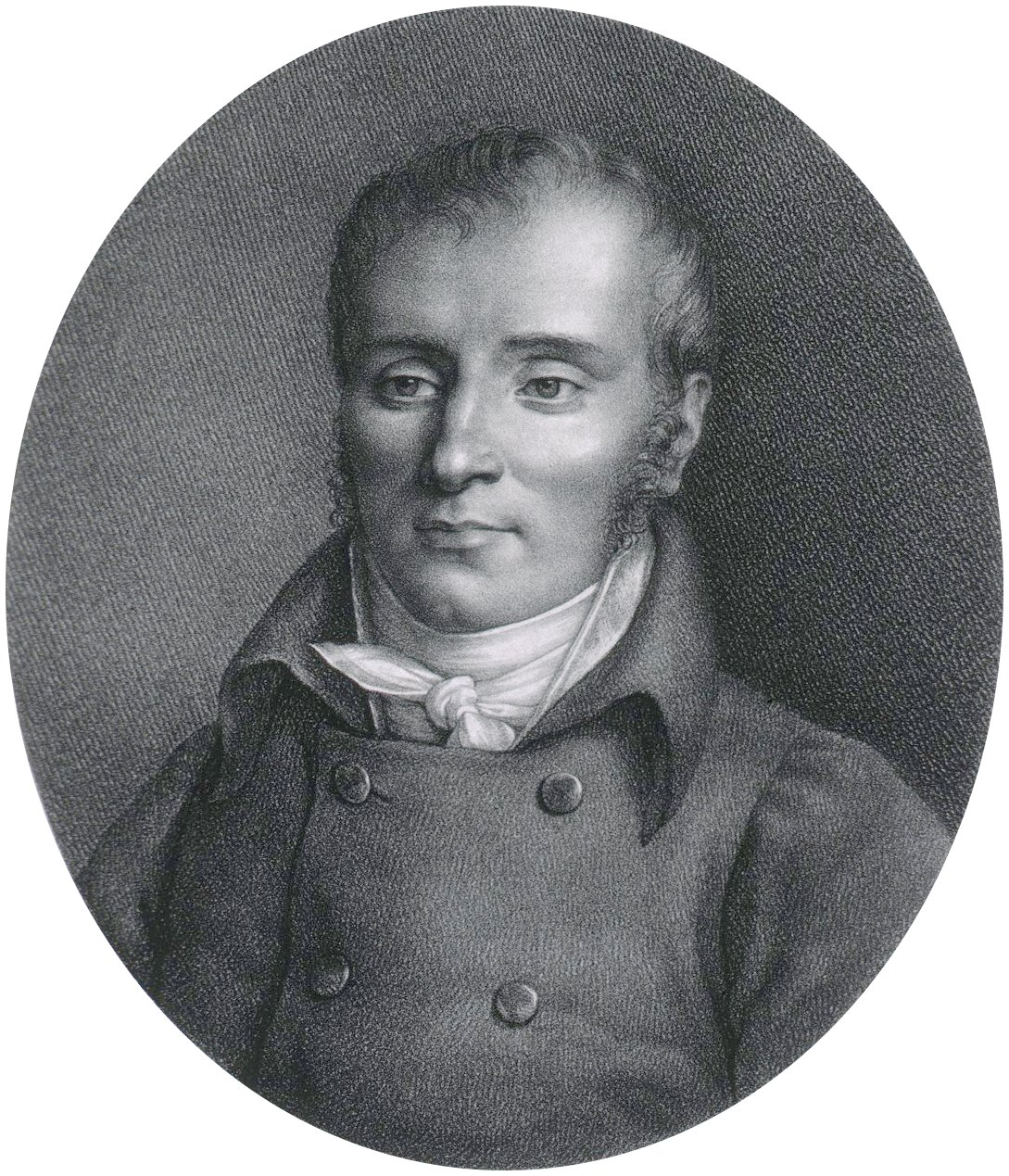
M. Xavier Bichat (Porträt)

Marie François Xavier Bichat (* 11. oder 14. November 1771 in Thoirette; † 22. Juli 1802 in Paris) war ein französischer Anatom, Physiologe und Chirurg. Er gilt als Begründer der Histologie und einer der Begründer der Pathologie. Gemeinsam mit Philippe Pinel zählt er zu den führenden Köpfen der Pariser Schule der klinischen Medizin.

## Leben
(Marie) François Xavier Bichat wurde als Sohn des Arztes und Bürgermeisters Jean Baptiste Bichat (1746–1812) und dessen Ehefrau Jeanne Rose Bichard (1741–1809) geboren. Seine Geschwister waren Claude Joseph François Régis (1773–1774), Pierre Jean Baptiste César (* 1776), M. Rose Bichat (1778–1809). Er studierte Mathematik und später Medizin in Montpellier. Von 1791 bis 1793 studierte Bichat unter der Führung des leitenden Chirurgen Marc-Antoine Petit (1766–1811) am Hôtel-Dieu in Lyon Chirurgie und Anatomie.
Durch die Französische Revolution war er gezwungen aus Lyon zu fliehen und fand sich 1793 in Paris ein. Dort wurde er Schüler von Pierre-Joseph Desault, der von der Genialität Bichats so beeindruckt war, dass er ihn in sein Haus aufnahm. Zwei Jahre arbeitete Bichat für Desault, der ihn auch mit der Leitung des Journal de Chirurgie betraute, und betrieb gleichzeitig seine eigenen Forschungen in der Anatomie und Physiologie weiter. 1795 gab Bichat den wissenschaftlichen Nachlass von Desault heraus.
Bichat wird die erstmalige Verwendung des Begriffs Hirntod zugeschrieben. Er differenzierte, zum einen, das Sterben einzelner Organe und stellte andererseits wichtige Beobachtungen anhand seiner Dekapitationsexperimente an. Überlegungen die er in den Recherches physiologiques aus dem Jahr 1800 niederlegte.
Bichat gründete 1796 die Sociéte Médicale d’Émulation de Paris, eine wissenschaftliche Vereinigung progressiver Ärzte. 1797 begann er private Kurse, Demonstrationen und Vorlesungen in Anatomie, Physiologie und Chirurgie abzuhalten. Ein Blutsturz im Jahr 1798 zwang ihn, seine Arbeiten für einige Zeit einzustellen. Ab 1800 war Bichat als Arzt am Hôtel-Dieu in Paris tätig.

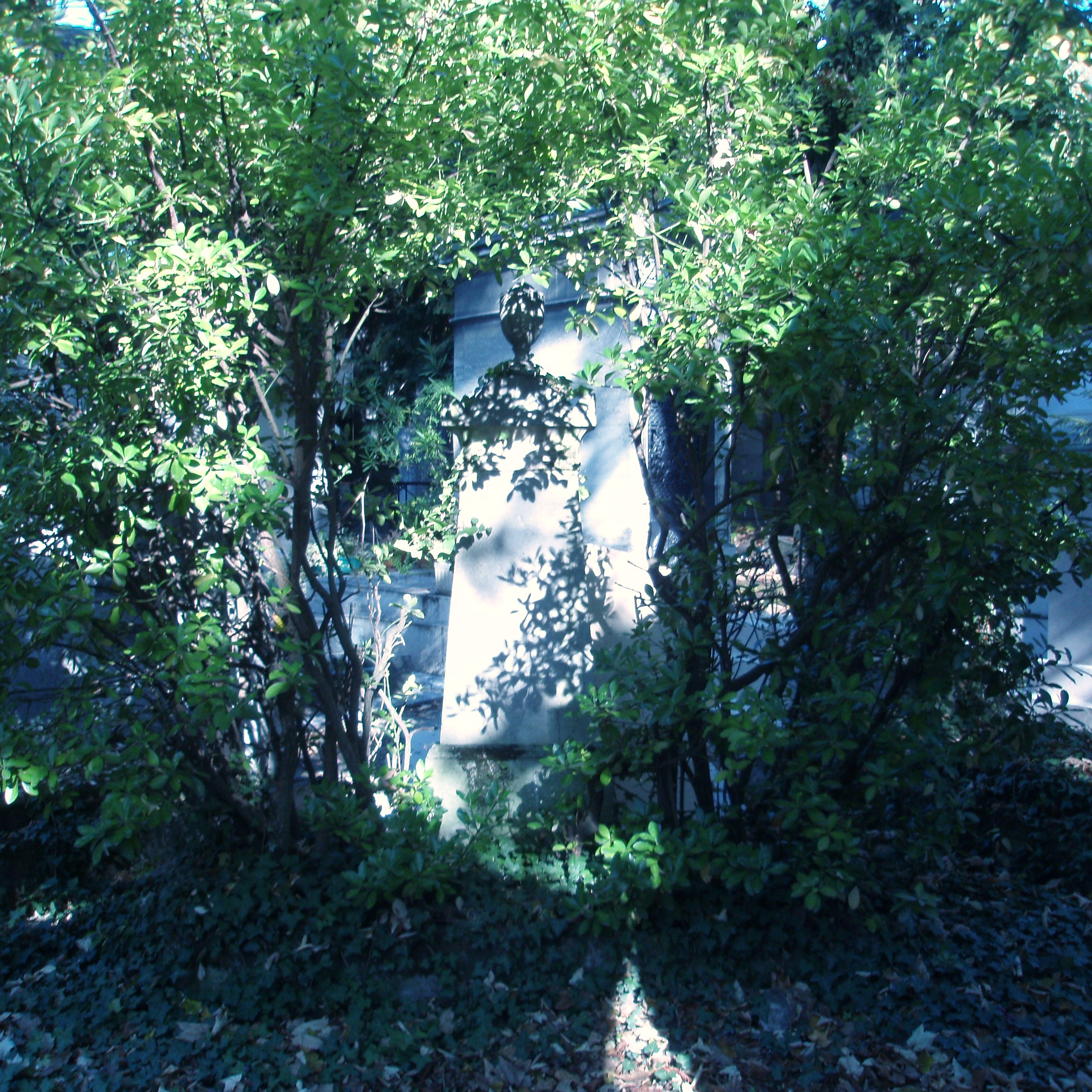
Grab auf Père-Lachaise

Bichat starb 1802 wahrscheinlich an den Folgen einer fortgeschrittenen Lungentuberkulose. Ein wichtiger Schüler, aber auch bis in den Tod verbundener Freund, war der Chirurg Philibert-Joseph Roux (siehe hierzu auch das Gemälde von Louis Hersent (1777–1860). Xavier Bichat wurde auf dem Pariser Friedhof Père-Lachaise (Division 8) beerdigt.

## Werk
Bichat suchte zu einer Zeit, als die Humoralpathologie, welche Krankheiten als Auswirkung einer schädlichen Mischung von Körpersäften ansah, noch etabliert war, die Ursache der Krankheiten im Körpergewebe. Mit seiner 1801 erschienenen Anatomie générale begründete er die allgemeine Gewebelehre und „verlegte“ den Sitz der Krankheiten aus den Organen in die Gewebe. Seine Gewebspathologie besaß einen großen Einfluss in der französischen Medizin. Seine Fragestellungen wurden von den zeitgenössischen Medizinern, Anatomen und Physiologen, wie Philibert-Joseph Roux, Pierre-Augustin Béclard und Anthelme Richerand übernommen und in ihre eigenen Forschungsarbeiten einbezogen, und auch François Broussais folgte Bichats Lehre von der Gastroentérite.
Bis zu seinem Tode nahm Bichat etwa 600 Obduktionen vor. Bei dieser Arbeit fand er die typische Aufbaustruktur: Gewebe, Organ und Organsystem. Obwohl er ohne Mikroskop arbeitete, entdeckte er 21 verschiedene Gewebetypen im menschlichen Körper und dass Krankheiten das Gewebe der Organe und nicht das gesamte Organ angreifen.
Bichat erweiterte die Organ-Pathologie von Giovanni Battista Morgagni und legte das Fundament für Rudolf Virchows spätere Zellularpathologie.

## Nach Bichat benannte Strukturen
- Bichat-Band
- Bichat-Fettpfropf
- Bichat-Fissur
- Bichat-Kanal
- Bichat-Membran

## Sonstiges
- Der 13. Monat des Positivisten-Kalenders wurde nach Bichat benannt.
- Bichat ist namentlich auf dem Eiffelturm verewigt, siehe: Die 72 Namen auf dem Eiffelturm.

## Schriften
- Traité des membranes en général, et de diverses membranes en particulier.
- Anatomie générale appliquée à la physiologie et à la médecine. Brosson et Gabon, Paris 1801–1802.
- Recherches physiologiques sur la vie et la mort. Paris 1800.
- Traité d'anatomie descriptive. Paris 1801–1803.